# Terapia egzystencjalna
Terapia egzystencjalna – psychologiczna, holistyczna teoria osobowości i szkoła terapeutyczna, zrodzona na gruncie ruchu humanistycznego w psychologii. Psychologiczny egzystencjalizm postuluje przede wszystkim podmiotowe podejście poznawcze, zarzucając tradycyjnym szkołom (behawioryzm, psychoanaliza) sztuczne czynienie podziału na psychikę i organizm.